# Polichno
Polichno es un municipio del distrito de Lučenec en la región de Banská Bystrica, Eslovaquia, con una población estimada a final del año 2024 de 124 habitantes.
Se encuentra ubicado en el centro-sur de la región, en el valle del río Ipoly —un afluente izquierdo del Danubio— y cerca de la frontera con Hungría.

## Demografía
| Año        | 1994 | 2004     | 2014    | 2024     |
| ---------- | ---- | -------- | ------- | -------- |
| Población  | 123  | 149      | 140     | 124      |
| Diferencia |      | +21,13 % | −6,04 % | −11,42 % |

| Año        | 2023 | 2024 |
| ---------- | ---- | ---- |
| Población  | 124  | 124  |
| Diferencia |      | +0 % |